# Huttonella bicolor
Huttonella bicolor är en snäckart som först beskrevs av Hutton 1834.  Huttonella bicolor ingår i släktet Huttonella och familjen Streptaxidae. Inga underarter finns listade i Catalogue of Life.